# Le Cabanon
Le Cabanon, Domek Le Corbusiera – minimalistyczny domek letni architekta Le Corbusiera w Roquebrune-Cap-Martin, we Francji. 
Domek to mała, drewniana chatka, która składa się z pokoju o powierzchni 15,84 m² i wysokości 2,26 m, ale sufit przy oknie ma wysokość 2,8 m. W pokoju znajdują się dwa łóżka, łazienka i biurko, ale brakuje kuchni. Został zbudowany w latach 1951–52 na małej działce, znajduje się na wschód od wcześniej wybudowanego domu wakacyjnego Eileen Gray E-1027 oraz pięciu domków letniskowych, zaprojektowanych przez Le Corbusiera. Części domku architekta zostały wytworzone w Ajaccio, a następnie złożone w całość na skalistym wybrzeżu Morza Śródziemnego. Wnętrze domku i pobliskiej tawerny „Rozgwiazda” ozdobił dekoracyjnym motywem barwnych fresków. W pobliżu zbudował również małą szopę jako pracownię. Architekt spędził większość swoich ostatnich wakacji w tym domku i tu utonął w morzu po zawale serca w 1965.
W 2016 domek wraz z otoczeniem wpisano na listę światowego dziedzictwa UNESCO jako część obiektu: Dzieła architektury Le Corbusiera jako wybitny wkład do modernizmu.